# Eduard Nápravník
Eduard (Francevič) Nápravník (rusky Эдуард Францевич Направник; 24. srpna 1839, Býšť – 23. listopadu 1916, Petrohrad) byl český dirigent a hudební skladatel působící v Petrohradě.

## Život
Eduard Nápravník se narodil v rodině učitele v Býšti u Hradce Králové. Již v mládí projevil výrazný hudební talent a tak od roku 1850 žil u svého strýce v Pardubicích, kde se učil hře na klavír a varhany. Po smrti rodičů v roce 1853 začal na radu svého příbuzného studovat reálné gymnázium a varhanickou školu v Praze. Jeho učiteli byli K. F. Pietsche a František Blažek. Protože se na varhanické škole tehdy nevyučoval klavír, studoval ještě klavír v Hudebním ústavu Petra Maydla. V této škole se také již v sedmnácti letech stal učitelem. Během své pedagogické činnosti se Eduard Nápravník účastnil veškerého hudebního života v Praze a začal komponovat. Kompozici a instrumentaci studoval soukromě u Jana Bedřicha Kittla.
V roce 1861 obdržel nabídku stát se kapelníkem v soukromém orchestru knížete Nikolaje B. Jusupova v Petrohradě. Po dvouletém působení v knížecím orchestru náhodně zaskočil za klavíristu carského Mariinského divadla a již v roce 1862, ve svých 23 letech, se stává varhaníkem a pomocníkem kapelníka Mariinského divadla. Tímto kapelníkem, který způsobil zásadní zlom v Nápravníkově životě byl otec skladatele Anatolije Konstantinoviče Ljadova.
Jako dirigent carského divadla debutoval v roce 1864 nastudováním Mozartova Dona Giovanniho. V roce 1867 byl potvrzen jako druhý kapelník a v roce 1869 byl ve svých 30 letech jmenován prvním kapelníkem. Jeho působení v čele tohoto orchestru se podle svědectví současníků stalo vrcholnou érou v hudebních dějinách carské opery.
Za svého padesátiletého působení v Mariinském divadle nastudoval a uvedl 80 premiér, z toho 45 oper ruských a 35 cizích. Měl pověst znamenitého dirigenta a ruští skladatelé si jeho práce vysoce cenili. Prokázal vynikající vkus při výběru novinek k nastudování. Pod jeho vedením divadlo uvádělo díla, která se záhy stala součástí světového repertoáru. Uvedl na scénu opery Dargomyžského, Musorgského, Rimského-Korsakova i Čajkovského. P. I. Čajkovskij se stal jeho důvěrným přítelem. Nápravník uvedl na scénu všechny jeho opery. Opera Panna Orleánská je dedikována přímo Nápravníkovi a Nápravník řídil i premiéru slavné Symfonie č. 6, „Patetické“. Snažil se zde dostat na scénu i české opery (Prodaná nevěsta, Dalibor), ale ty u ruského obecenstva neměly velký úspěch.
Kromě svého působení v opeře řídil koncerty Carské ruské hudební společnosti, Červeného kříže a Vlastenecké společnosti. V roce 1898 získal dědičný šlechtický titul, byl vyznamenán zlatou medailí a k příležitosti padesátého výročí své umělecké činnosti v Rusku byl jmenován zasloužilým umělcem carských divadel.
V Rusku se i oženil. Vzal si zpěvačku carské opery Olgu Šreděrovou a děti již byly vychovány rusky. V Rusku je dodnes jeho dílo živé. Jeho opera Dubrovskij na text A. S. Puškina je trvalou součástí národního repertoáru.
Jeho život poznamenala řada tragických událostí. Těžko se smiřoval s úmrtím manželky i synovou sebevraždou. Důsledkem vysokého pracovního zatížení bylo neurologické onemocnění ramene, které mu postupně znemožnilo dirigování. Posledním představením byla vlastní opera Francesca da Rimini v prosinci roku 1914.
Operace byly neúspěšné a na jejich následky také Eduard Nápravník zemřel. Jako den úmrtí bylo zpravidla uváděno datum 10. listopadu. Ve skutečnosti zemřel 23. listopadu 1916 ve věku 77 let.

## Dílo
Před odchodem do Ruska komponoval skladby v typickém předsmetanovském duchu, tematicky pod vlivem snah národního obrození. Kromě několika chrámových skladeb to byly zejména písňové cykly na vlastenecké texty, sbory a řada klavírních skladeb.
V Rusku začal komponovat opery ve stylu Glinky a Čajkovského, které měly u ruského obecenstva velký úspěch. K dramatu A. K. Tolstého Don Žuan napsal dramatickou kantátu pro sóla, sbor a orchestr. Zkomponoval čtyři symfonie a řadu orchestrálních skladeb, koncerty pro klavír a pro housle a orchestr a velké množství komorních skladeb.

### Opery
- Nižegorodci[5] (1868/69 Petrohrad)
- Harold[5] (1886 Petrohrad)
- Dubrovskij[5] (1895 Petrohrad)
- Francesca da Rimini[5] (1902 Petrohrad)
- Salambo (nedokončeno)

### Orchestrální díla
- Balady pro sóla a orchestr: Vojvoda, Kazak a Tamara (podle Lermontova)
- Čtyři symfonie[12] (1860–1879)
- Slavnostní předehra
- Národní tance a pochody
- Koncert a fantazie na ruské téma pro klavír a orchestr
- Koncert pro klavír a orchestr a-moll, op. 27
- Fantazie a suita pro housle a orchestr

### Komorní hudba
- Tři smyčcové kvartety (1873–78)
- Dva smyčcové kvintety (1897)
- Klavírní kvartet a dvě klavírní tria
- Houslové a klavírní sonáty
- Dvě suity pro violoncello a klavír
- Drobné skladby pro smyčcové nástroje a klavír

## Řády
- Řád sv. Vladimíra[2]